# 朱旭
朱 旭（チュウ・シュイ、漢字日本語読み：しゅ きょく、1930年2月12日 - 2018年9月15日）は、中華人民共和国の俳優。中国を代表する名優であり、人間国宝級の中国国家[[一級演員]]である。

## 生涯
中国遼寧省瀋陽市生まれ。1952年から北京人民芸術劇院の舞台俳優として活躍。1984年に『紅白喜事』で文化部主催の演技賞を受賞。1991年に中国話劇金獅賞を受賞している。1984年『紅い服の少女』において主人公の父親役で映画デビューした。1995年にNHKの放送70周年記念番組として中国中央電視台と共同制作されたテレビドラマ『大地の子』に出演。上川隆也が演じた主人公・陸一心の養父・陸徳志役を演じ、1996年にギャラクシー賞を受賞して、これをきっかけに日本での知名度を上げた。1996年の映画『變臉 この櫂に手をそえて』で第9回東京国際映画祭最優秀男優賞を受賞。その他の主な映画出演作に『心の香り』（1992年）、『こころの湯』（2000年）などがある。
2018年9月15日、北京市の病院で死去。88歳没。

## 出演

### 映画
- 紅い服の少女（1984年）
- 胡同模様（1985年）
- 鼓書芸人（1988年）
- 清朝最後の宦官/李蓮英（1990年）
- 乳泉村の子（1991年）
- 孔家の人々（1992年）
- 心の香り（1992年）
- 變臉 この櫂に手をそえて（1996年）[4]
- こころの湯（中国語版）（1999年）
- 刮痧（2001年）
- 王様の漢方（2002年）
- CEO 最高経営責任者（2002年）
- 風声（2009年）
- 我們天上見（2010年）

### テレビドラマ
- 末代皇帝/ラストエンペラー（1988年、中国国際電視総公司） - 愛新覚羅溥儀 役
- 大地の子（1995年、NHK・CCTV） - 陸徳志 役
- 西太后の紫禁城（1998年、中国国際電視総公司） - 茶水章 役
- 似水年華（2002年、CCTV） - 齊叔 役

## 脚註